# Perissomerus
Perissomerus es un género de escarabajos longicornios de la tribu Tropidini. Fue descrito por Pierre-Émile Gounelle en 1909.

## Especies
- Perissomerus alvarengai Martins, 1961
- Perissomerus dasytes Martins, 1968
- Perissomerus flammeus Martins, 1971
- Perissomerus hilairei Gounelle, 1909
- Perissomerus hilairei bimaculatus Gounelle, 1909
- Perissomerus machadoi Martins, Galileo & Santos-Silva, 2016
- Perissomerus rubrus Martins & Galileo, 2007
- Perissomerus ruficollis Martins, 1961